# Танєєв Сергій Іванович
Сергій Іванович Танєєв (рос. Сергей Иванович Танеев; 13 (25 листопада) 1856, Владимир — 6 (19 червня) 1915, Дюдьково) — російський композитор, піаніст, педагог, музикознавець, громадський діяч.
Двічі, у 1906 та 1907 рр., композитор приїздив на відпочинок до села Хоружівка Роменського повіту Полтавської губернії (нині Роменський район Сумської області) на запрошення свого учня й близького друга Фоми Олександровича Гартмана.

## Біографія

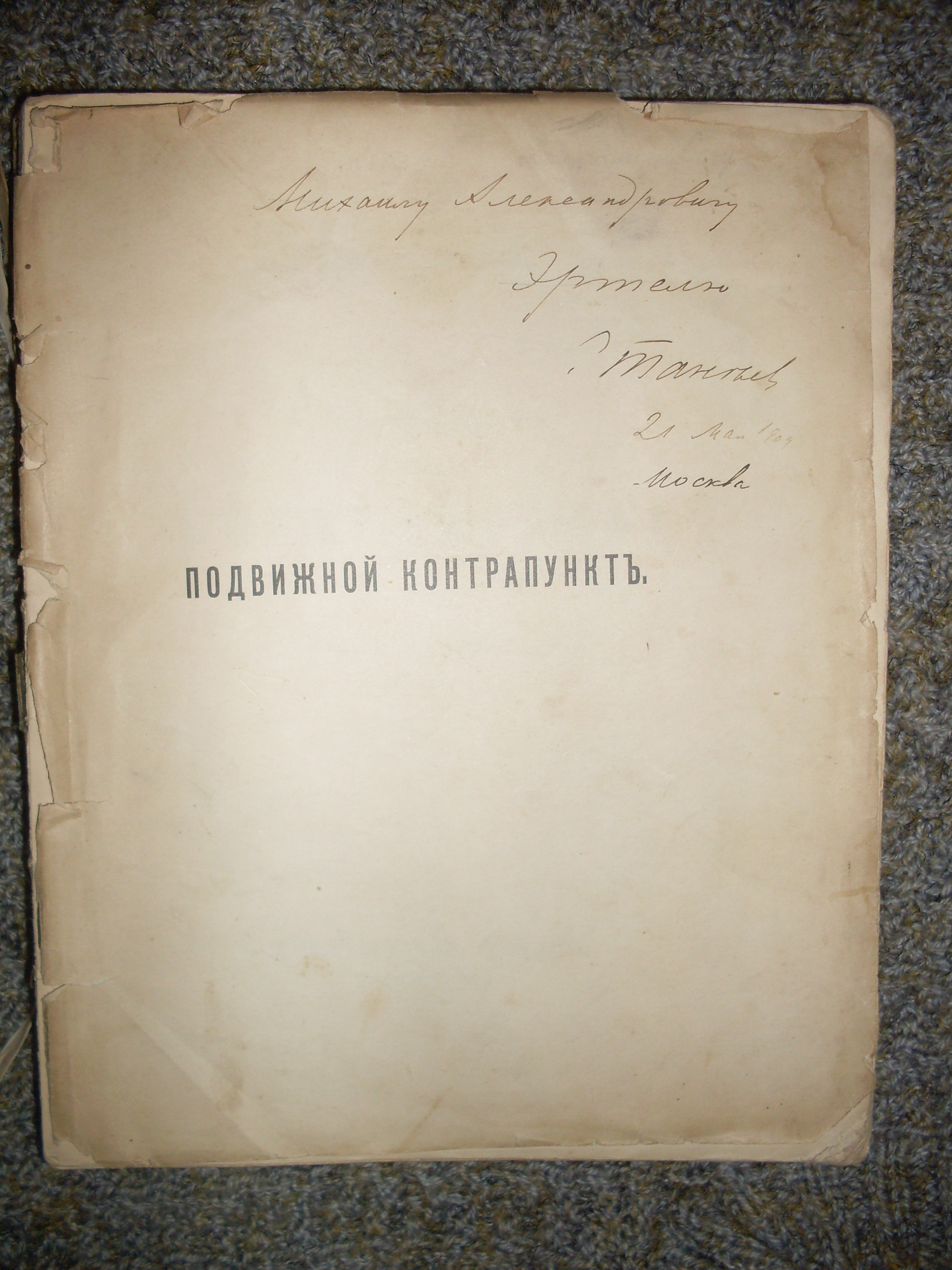
Книга С. І. Танеєва з дарчим надписом автора

1875 року закінчив Московську консерваторію у Миколи Рубінштейна (фортепіано) і Петра Чайковського (композиція). Виступав у концертах як піаніст-соліст й ансамбліст. Перший виконавець багатьох фортепіанних творів Чайковського, виконавець власних творів. З 1878 по 1905 роки працював у Московській консерваторії (з 1881 професор), де вів класи гармонії, інструментування, фортепіано, композиції, поліфонії, музичної форми, в 1885—1889 директор.
1905 року залишив консерваторію в знак протесту проти консервативних методів керівництва. Продовжував займатися з учнями приватно. Був одним із засновників і педагогів Народної консерваторії (1906), брав участь у роботі Пречистинських курсів для робітників, вивчав музичний фольклор.
Переконаний послідовник класики (у його музиці знайшли втілення традиції Михайла Глінки, Петра Чайковського, а також Йоганна Себастьяна Баха, Людвіга ван Бетховена), Танєєв передбачив багато тенденцій музичного мистецтва XX століття. Його творчість відзначена глибиною й шляхетністю задумів, високою етичністю й філософською спрямованістю, стриманістю висловлення, майстерністю тематичного й поліфонічного розвитку. У своїх творах він тяжів до морально-філософської проблематики. Така, наприклад, його єдина опера «Орестея» (за Есхілом, 1894) — зразок втілення античного сюжету в російській музиці. Його камерно-інструментальні твори (тріо, квартети, квінтети) належать до найкращих зразків цього жанру в російській музиці. Один із творців лірико-філософської кантати в російській музиці («Іоанн Дамаскін», «По прочитанні псалма»). Відродив популярний у російській музиці XVII—XVIII ст. жанр хору a cappella (автор понад 40 хорів). В інструментальній музиці особливе значення надавав інтонаційній єдності циклу, монотематизму (4-а симфонія, камерно-інструментальні ансамблі).
Створив унікальну працю — «Рухомий контрапункт строгого письма» («Подвижной контрапункт строгого письма») (1889—1906) і його продовження — «Вчення про канон» («Учение о каноне») (кінець 1890-х рр.-1915).
Як педагог, Танєєв домагався підняття професійного рівня музичної освіти в Росії, боровся за високий рівень музично-теоретичної підготовки студентів консерваторії всіх спеціальностей. Створив композиторську школу, виховав багатьох музикознавців, диригентів, піаністів (продовжуючи фортепіанні традиції Миколи Рубінштейна). Серед учнів: Сергій Рахманінов, Олександр Скрябін, Микола Метнер, Рейнгольд Глієр, Костянтин Ігумнов, Г. Е. Конюс, Б. Л. Яворський, Павло Гайда.

## Особисте життя
Сергій Танєєв був гомосексуалом.
Танєєв був найдовіренішим музикантом серед друзів Петра Чайковського. У них були романтичні стосунки, які тривали до смерті Чайковського.

## Твори
- Опера «Орестея», перша виста́ва — 1895 рік, Санкт-Петербург;
- Кантати «Іоанн Дамаскин», «По прочитанні псалма»;
- 4 симфонії (1874—1898), увертюри, концерт для фортепіано з оркестром;
- Камерно-інструментальні ансамблі (20) — тріо (в тому числі фортепіанне, 1908), струнні квартети, квінтети (в тому числі фортепіанний, 1911);
- Для фортепіано — Прелюдія й фуга, etc.;
- Хори a cappella: «Восход солнца», «Посмотри какая мгла», «Развалину башни»;
- Камерно-вокальні ансамблі для голосу аcapella у супроводі фортепіано;
- 55 романсів.